# Brest (Bielorrusia)
Brest (en bielorruso: Брэст, romanizado: Brest; en ruso: Брест, romanizado: Brest; en polaco: Brześć; en lituano: Brestas), anteriormente conocida como Brest-Litovsk (en ruso: Брест-Литовск, romanizado: Brest-Litovsk, lit. 'Brest de Lituania', véase Toponimia), es una ciudad de Bielorrusia, cercana a la frontera con Polonia, en la confluencia de los ríos Bug Occidental y Mujavéts. La población es de 347 576 habitantes (2018). Brest es la capital de la provincia homónima; dentro de dicha provincia, está constituida como ciudad subprovincial y al mismo tiempo es la sede administrativa del vecino distrito homónimo sin formar parte del mismo.
Brest está situada en la línea férrea entre Berlín, Varsovia y Moscú, por lo que fue un importante punto de comunicaciones tras la Segunda Guerra Mundial. Actualmente sirve de punto de intercambio de mercancías y de paso de personas entre la Unión Europea y Europa Oriental. Debido al mayor ancho de las líneas ferroviarias rusas respecto a las europeas, Brest tiene las instalaciones necesarias para proceder al cambio de ancho de vía.
El rey Segismundo III ordenó la realización de un sínodo en Brest para que el 8 de octubre de 1596 proclamara solemnemente la Unión de Brest.
En 1918, se firmaron en Brest dos tratados: en febrero, el Tratado de Brest-Litovsk entre la República Popular Ucraniana y las Potencias Centrales y, en marzo, el Tratado de Brest-Litovsk entre la Rusia Soviética y las Potencias Centrales.

## Toponimia

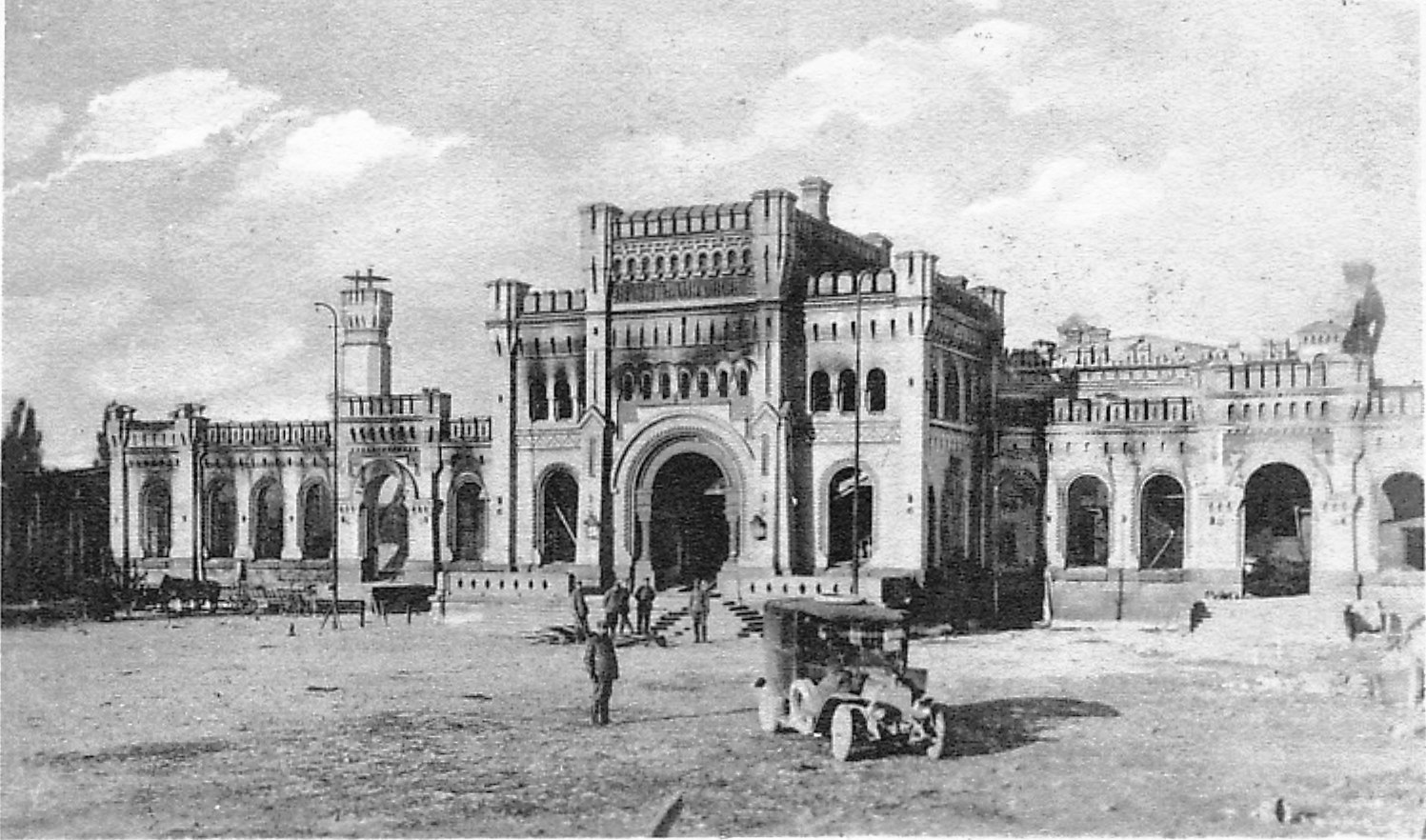
Estación Central de ferrocarril durante la Primera Guerra Mundial, 1915 (aprox.).

Existen varias teorías sobre el origen del nombre Brest. Puede provenir de la raíz eslava beresta (corteza de abedul), de la raíz eslava berest (olmo) o de la palabra lituana brasta (vado de un río).
El nombre polaco de la ciudad es Brześć. Antes de las Particiones de Polonia, era conocida como Brześć Litewski (en ruso: Брест-Литовск, romanizado: Brest-Litovsk, lit. 'Brest de Lituania'; en lituano: Lietuvos Brasta; «Brest de Lituania»). El 20 de marzo de 1923, durante la Segunda República de Polonia, la ciudad fue renombrada a Brześć nad Bugiem («Brest sobre el río Bug»).
El nombre bielorruso es Брэст (Brest), y anteriormente Бе́расьце (Bieraście) o Бярэ́сьце (Biareście).

## Cronología de la ciudad
- 1019–1020: Principado de Rutenia Negra
- 1020–1044: Reino de Polonia (1025-1385)
- 1044–1180: Principado de Kiev
- 1080–1191: Principado de Rutenia Negra
- 1180–1191: Reino de Polonia (1025-1385)
- 1258–1282: Gran Ducado de Lituania
- 1282–1320: Reino de Polonia (1025-1385)
- 1320–1349: Gran Ducado de Lituania
- 1349–1351: Reino de Polonia (1025-1385)
- 1351–1569: Gran Ducado de Lituania
- 1569–1657: República de las Dos Naciones
- 1657–1658: Bajo ocupación sueca, tras El Diluvio.
- 1658–1795: República de las Dos Naciones
- 1795–1812: Imperio ruso
- 1812–1812: Bajo ocupación francesa
- 1812–1915: Imperio ruso
- 1915–1919: Bajo ocupación alemana
- 1919–1920: Polonia
- 1920–1920: Bajo ocupación de la República Socialista Soviética de Bielorrusia (Unión Soviética)
- 1920–1939: Polonia
- 1939–1941: República Socialista Soviética de Bielorrusia, constituyente de la Unión Soviética
- 1941–1944: Bajo ocupación alemana
- 1944–1991: República Socialista Soviética de Bielorrusia, constituyente de la Unión Soviética
- 1991—: Bielorrusia

## Ciudadanos famosos
- Liubov Charkáshina, gimnasta rítmica
- Uladzimir Karvat, piloto soviético y bielorruso
- Yulia Nesterenko, atleta bielorrusa
- Menájem Beguín, político israelí, primer ministro entre 1977 y 1983.